# San Bernardino County
San Bernardino County im US-Bundesstaat Kalifornien ist das flächengrößte County in den Kernlanden der USA. Der Sitz der Countyverwaltung (County Seat) ist in San Bernardino.

## Geographie
Das County erstreckt sich auf einer Fläche von 52.073 Quadratkilometer und liegt im Südosten Kaliforniens und besteht fast ausschließlich aus Wüste und Gebirge. Es erstreckt sich vom Stadtrand von Los Angeles bis zur Grenze von Nevada und zum Colorado River. 2010 lebten 2.035.210 Menschen in dem County. Das County gehört zum Gebiet des Greater Los Angeles Area. Mit seiner Fläche ist das County größer als das zweitgrößte deutsche Bundesland Niedersachsen oder Bosnien und Herzegowina.
Das County hat drei große Regionen: Die Mojave-Wüste, die San Bernardino Mountains und das San Bernardino Valley.

## Geschichte
San Bernardino County wurde 1853 aus dem Los Angeles County gebildet. Teile dieses Countys wurden 1893 an das Riverside County gegeben.
Die Spanier gaben den Erhebungen im Süden Kaliforniens mit ihren Schneekappen den Namen San Bernardino zu Ehren des Heiligen Bernhardin von Siena.
Am 15. Mai des Jahres 1940 wurde von den Brüdern Richard und Maurice McDonald in San Bernardino das erste McDonald’s-Restaurant eröffnet.
Im San Bernardino County liegt eine National Historic Landmark, der Goldstone Deep Space Communications Complex. 61 weitere Bauwerke und Stätten des Countys sind im National Register of Historic Places eingetragen.

## Demografische Daten

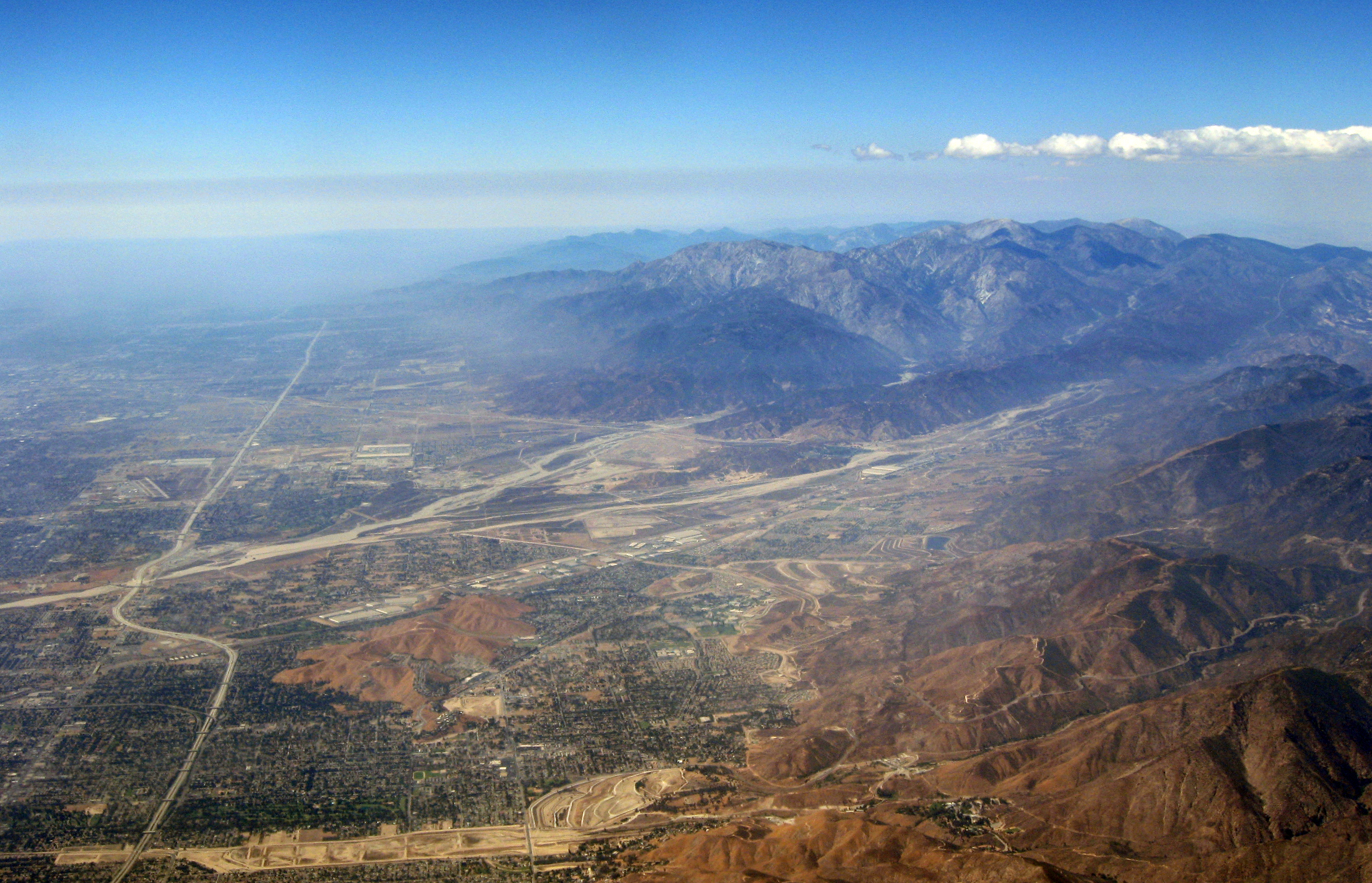
Blick über das San Bernardino Valley

Nach der Volkszählung im Jahr 2000 lebten im San Bernardino County 1.709.434 Menschen. Es gab 528.594 Haushalte und 404.374 Familien. Die Bevölkerungsdichte betrug 33 Einwohner pro Quadratkilometer. Ethnisch betrachtet setzte sich die Bevölkerung zusammen aus 58,91 % Weißen, 9,09 % Afroamerikanern, 1,17 % amerikanischen Ureinwohnern, 4,69 % Asiaten, 0,30 % Bewohnern aus dem pazifischen Inselraum und 20,82 % aus anderen ethnischen Gruppen; 5,03 % stammten von zwei oder mehr ethnischen Gruppen ab. 39,16 % der Bevölkerung waren spanischer oder lateinamerikanischer Abstammung.
Von den 528.594 Haushalten hatten 43,70 % Kinder und Jugendliche unter 18 Jahre, die bei ihnen lebten. 55,80 % waren verheiratete, zusammenlebende Paare, 14,80 % waren allein erziehende Mütter. 23,50 % waren keine Familien. 18,40 % waren Singlehaushalte und in 6,60 % lebten Menschen im Alter von 65 Jahren oder darüber. Die Durchschnittshaushaltsgröße betrug 3,15 und die durchschnittliche Familiengröße lag bei 3,58 Personen.
Auf das gesamte County bezogen setzte sich die Bevölkerung zusammen aus 32,30 % Einwohnern unter 18 Jahren, 10,30 % zwischen 18 und 24 Jahren, 30,20 % zwischen 25 und 44 Jahren, 18,70 % zwischen 45 und 64 Jahren und 8,60 % waren 65 Jahre alt oder darüber. Das Durchschnittsalter betrug 30 Jahre. Auf 100 weibliche Personen kamen 99,60 männliche Personen, auf 100 Frauen im Alter ab 18 Jahren kamen statistisch 97,20 Männer.
Das jährliche Durchschnittseinkommen eines Haushalts betrug 42.066 USD, das Durchschnittseinkommen der Familien betrug 46.574 USD. Männer hatten ein Durchschnittseinkommen von 37.025 USD, Frauen 27.993 USD. Das Prokopfeinkommen betrug 16.856 USD. 15,80 % Prozent der Bevölkerung und 12,60 % der Familien lebten unterhalb der Armutsgrenze. 20,60 % davon waren unter 18 Jahre und 8,40 % waren 65 Jahre oder älter.

## Orte im County

### Citys
- Adelanto
- Apple Valley
- Barstow
- Big Bear Lake
- Blue Jay
- Chino
- Chino Hills
- Colton
- Fontana
- Grand Terrace
- Hesperia
- Highland
- Loma Linda
- Montclair
- Needles
- Ontario
- Rancho Cucamonga
- Redlands
- Rialto
- San Bernardino (County Seat)
- Twentynine Palms
- Upland
- Victorville
- Yucaipa
- Yucca Valley

### CDPs
- Baker
- Big Bear City
- Big River
- Bloomington
- Bluewater
- Crestline
- Fort Irwin
- Homestead Valley
- Joshua Tree
- Lake Arrowhead
- Lenwood
- Lucerne Valley
- Lytle Creek
- Mentone
- Morongo Valley
- Mountain View Acres
- Muscoy
- Oak Glen
- Oak Hills
- Phelan
- Piñon Hills
- Running Springs
- San Antonio Heights
- Searles Valley
- Silver Lakes
- Spring Valley Lake
- Wrightwood
- Yermo

### Weitere Orte
Hinzu kommen noch weitere Orte, die weder eine Verwaltungs- noch eine statistische Einheit darstellen: Amboy, Blue Jay, Cima, Hinkley, Mount San Antonio, Mountain Pass, Newberry Springs, Pioneertown, Trona und Zzyzx.

## Courthouse
Das Courthouse des San Bernardino County ist als Historic Place gelistet im NRHP Nr. 97001632.